# The Inner Light
«The Inner Light» (с англ. — «Внутренний свет») — песня Джорджа Харрисона, впервые вышедшая на стороне «Б» сингла The Beatles «Lady Madonna». Это была первая композиция Харрисона, изданная на сингле The Beatles. Текст песни представляет собой переложение одного из стихов «Дао дэ цзин». Песня также вошла в такие битловские сборники, как Por Siempre Beatles, Rarities, Past Masters, Volume Two и Mono Masters, а также — в ремикшированном виде — в альбом LOVE.
Инструментальное сопровождение к песне было записано в январе 1968 года в Бомбее в ходе работы Харрисона над альбомом Wonderwall Music. В песне присутствует бэк-вокал Леннона и Маккартни. Маккартни назвал мелодию песни «красивой» — возможно, из-за восточного звучания, сильно отличавшего её от обычных поп-мелодий. В автобиографии Харрисон утверждает, что на написание песни его вдохновило письмо учёного-санскритолога из Кембриджского университета Хуана Маскаро, который посоветовал Харрисону положить на музыку один из стихов «Дао дэ цзин».
В марте 1968 года сингл «The Inner Light» попал на одну неделю в Billboard Hot 100, где поднялась до 96 места. В австралийских чартах сингл достиг верхней строчки.